# Lac du Portage
Le Lac du Portage est un lac situé dans la MRC Beauce-Sartigan près de Saint-Théophile. Il est la source de la rivière du Portage, un affluent de la Rivière Chaudière et un sous-affluent du Fleuve Saint-Laurent.

## Géographie
Le lac est situé dans la région Chaudière-Appalaches à une centaine de mètres de la frontière entre le Québec et l'État du Maine ; il est la source de la rivière du Portage, qui rejoint la Rivière du Loup (Chaudière) avant de se jeter dans la rivière Chaudière à Saint-Georges (Québec). Le lac est à environ 750 mètres du lac Pénobscot, situé dans l'État du Maine, lequel est une des sources du fleuve Penobscot qui rejoint l'Océan Atlantique, après avoir drainé une partie de l'état du Maine.